# Antonio Sabato Jr.
Antonio Sabato Jr. (Roma, 29 de febrero de 1972) es un actor y modelo italiano radicado en Estados Unidos.

## Biografía
Sabato nació en Roma, Italia; su padre es también actor; su madre, Yvonne Kabouchy, es de origen checo. Su familia se trasladó a Los Ángeles en 1985, cuando contaba con doce años de edad. Estuvo casado con Alicia Tully Jensen de mayo de 1992 a octubre de 1993. Tiene un hijo, Jack Antonio, nacido el 6 de agosto de 1994 de la relación con la actriz Virginia Madsen. Adquirió la nacionalidad norteamericana en 1996. También tiene una niña, Mina Bree, hija de Kristin Rossetti, con la que mantuvo una relación de 2001 a 2007. En 2012, contrajo matrimonio con la presentadora Cheryl Moana Marie Nunes.

## Actividad profesional
El público conoció a Antonio Sabato Jr. cuando trabajó como modelo de ropa interior masculina para Calvin Klein. Interesado en desarrollar una carrera como actor, entre los años 1992 a 1995 apareció en la conocida y larga serie Hospital General, la serie de ciencia ficción Earth 2, y la serie Melrose Place, así como en otras posteriores, siempre en la televisión norteamericana.

## Obras de cine y televisión
- Se non avessi l'amore como Pier Giorgio Frassati (1991).
- General Hospital como Jagger Cates (1992-1994, 1995).
- Moment of Truth: Why My Daughter? (1993) como A. J. Treece
- Jailbreakers (1994) comoTony.
- Tierra 2 como Alonzo Solace (1994-1995).
- Melrose Place como Jack Parezi (1995).
- If Looks Could Kill como John Hawkins (1996).
- Lois & Clark: The New Adventures of Superman como Earl Gregg (1996).
- Code Name: Wolverine como Harry Gordini (a) 'Wolverine' (1996).
- The Big Hit como Vince (1998).
- Ally McBeal como Kevin Wyatt (1999). Episode 221
- Tribe' como Jack Osborne (1999).
- Guilty as Charged (Base II) como Sargento Hawks (2000).
- Charmed como Bane Jessup (2000).
- Shark Hunter como Spencer Northcut.
- Flavor of Love como él mismo (2006).
- The Chaos Factor (2000)
- The Outer Limits como Chad Warner (2000).
- Testosterone como Pablo Alesandro (2003), papel con un marcado erotismo homosexual.
- The Help como Dwayne (2004).
- Deadly Skies como Donovan (2005).
- Crash Landing como Mayor John Masters (2005).
- The Bold and the Beautiful como Dante Damiano (2005-2006).
- Ghost Voyage como Michael (2008).
- Celebrity Circus como él mismo (2008).
- General Hospital: Night Shift como Jagger Cates (2008).
- Ugly Betty como él mismo (2009).
- My Antonio como él mismo (2009).
- Drifter: Henry Lee Lucas como famoso asesino en serie, Henry Lee Lucas (2009).
- Scrubs como Alan the Drunk (2009).
- Princess of Mars como John Carter (2009).